# Nationalzirkus der Ukraine
Das Zirkusgebäude des Nationalzirkus der Ukraine (ukrainisch Національний цирк України) befindet sich in der ukrainischen Hauptstadt Kiew.

## Geschichte
Das zwischen 1958 und 1960 erbaute Zirkusgebäude liegt im Kiewer Stadtrajon Schewtschenko am Siegesplatz Nr. 2. Eröffnet wurde der Zirkus am 5. November 1960. 1998 erhielt der Kiewer Staatszirkus den Status des Nationalzirkus der Ukraine.
Das neoklassizistische Zirkusgebäude ist ein monumentales Bauwerk mit Portikus, zentraler Kuppel und Spitze. Das Gebäude bietet 2000 Besuchern Platz. Der Bau wurde nicht mehr im Stil des sozialistischen Klassizismus errichtet, da mit Beginn der Tauwetter-Periode auf übermäßiges Dekor verzichtet wurde. Die Oberflächengestaltung wurde daher stark vereinfacht.

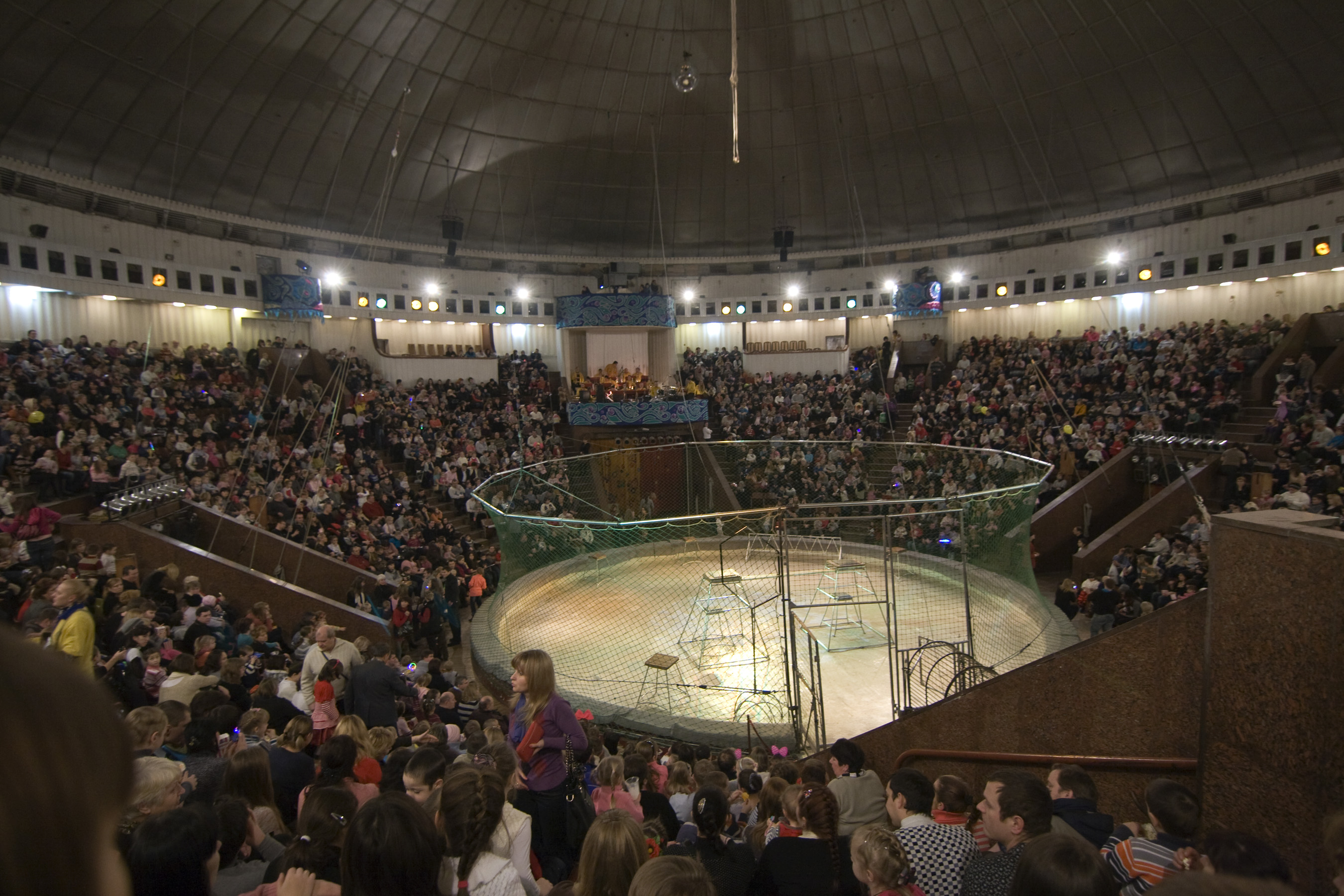
Innenansicht des Zirkus vor einer Vorstellung im Januar 2013
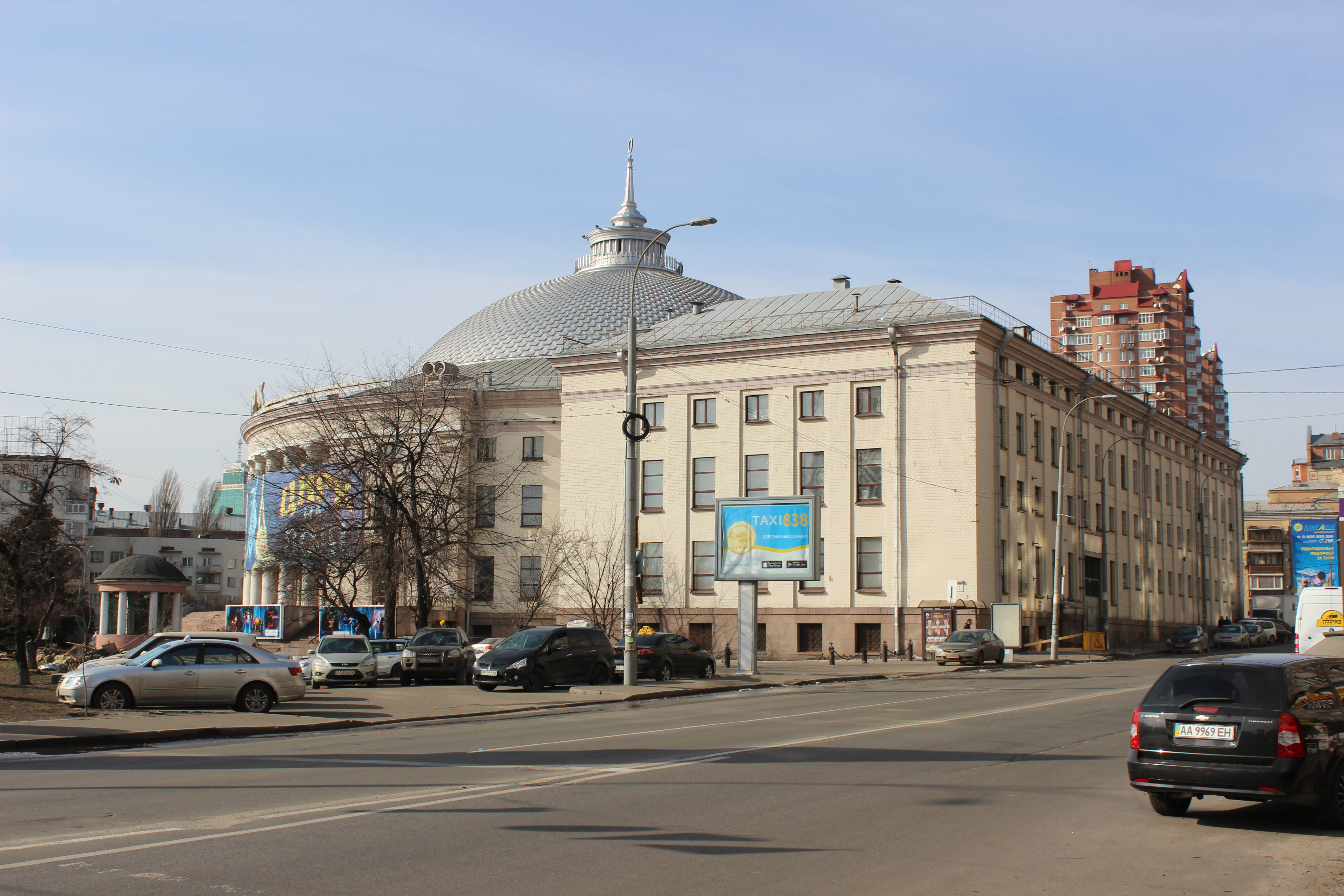
Das Gebäude 2017
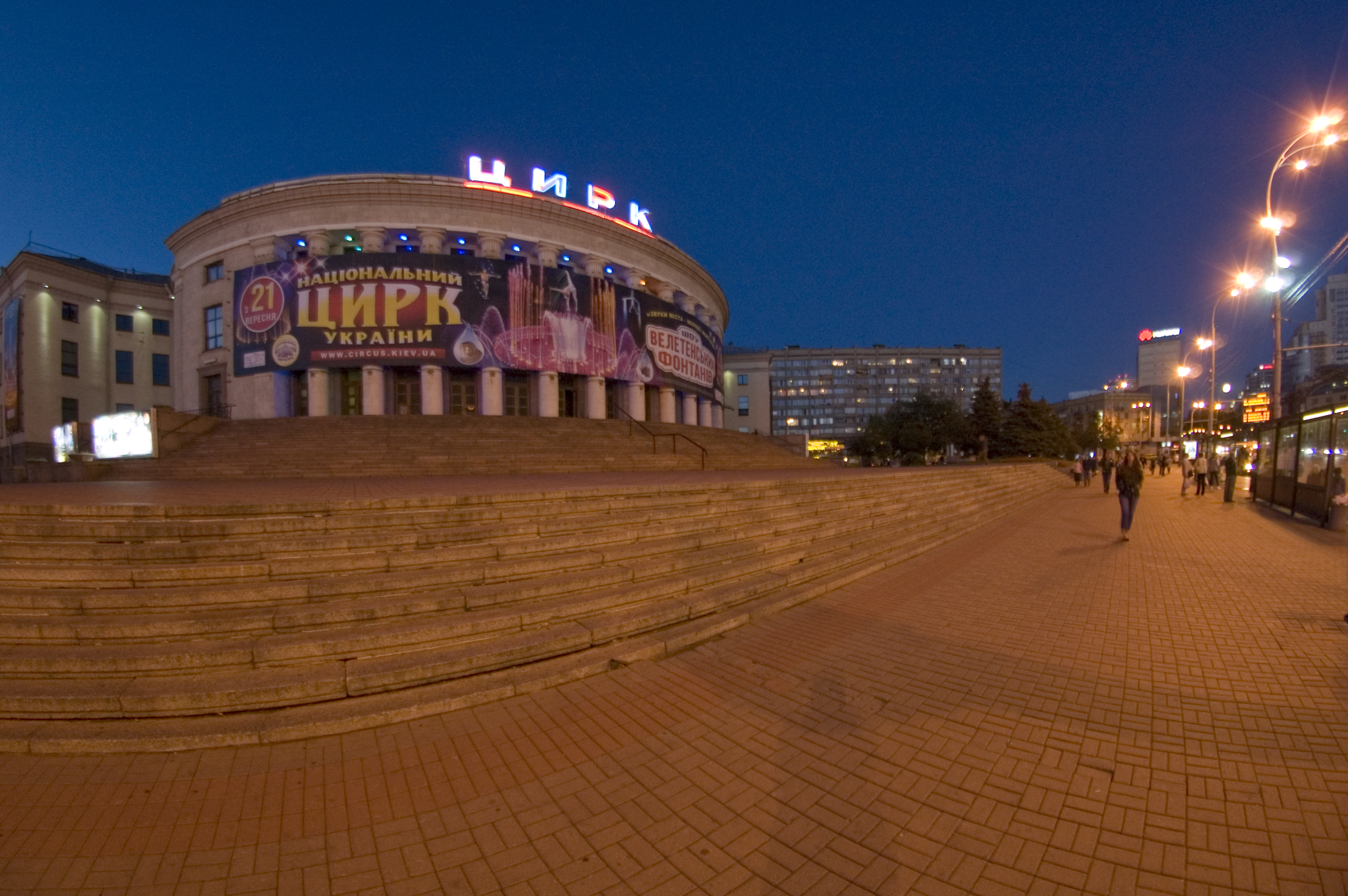
Die Vorderseite im abendlichen Lichtschein 2018